# レイダース/失われたアーク《聖櫃》
『レイダース／失われたアーク《聖櫃》』（レイダース/うしなわれたアーク、英: Raiders of the Lost Ark）は、1981年に公開されたアメリカ合衆国の映画。ジョージ・ルーカスとフィリップ・カウフマンの原案をもとに、スティーヴン・スピルバーグが監督を務めた。出演はハリソン・フォード、カレン・アレン、ポール・フリーマンなど。第二次世界大戦前の1936年を舞台に、フォード演じる考古学者のインディアナ・ジョーンズが、神秘の力を宿すと伝わる「聖櫃」を巡りナチス・ドイツとの争奪戦を繰り広げる冒険活劇で、後に続く「インディ・ジョーンズ」シリーズの1作目である。
映画史に残る名作の1つとして知られる。初公開時の1981年最高興行収入を記録するなど成功を収め、アカデミー賞5部門、サターン賞7部門など多数の賞に受賞・ノミネートされた。また、大衆文化にも大きな影響を与える人気となり、公開後には『インディ・ジョーンズ/魔宮の伝説』（1984年）、『インディ・ジョーンズ/最後の聖戦』（1989年）、『インディ・ジョーンズ/クリスタル・スカルの王国』（2008年）、『インディ・ジョーンズと運命のダイヤル』（2023年）の4作のほか、テレビシリーズ、ビデオゲーム、テーマパークのアトラクションなど多くの続編やスピンオフが製作されている。
1999年、「文化的・歴史的・芸術的にきわめて高い価値を持つ」とみなされアメリカ国立フィルム登録簿に登録された。また、スティーヴン・ジェイ・シュナイダーの『死ぬまでに観たい映画1001本』にも掲載されている。

## ストーリー
プリンストン大学で教鞭を執る高名な考古学者インディアナ・ジョーンズ教授（インディ）は、愛用のハットと鞭を手にして秘境や遺跡を探検する冒険家であり、世界中の宝物を探して発見するという凄腕のトレジャーハンターでもあった。
1936年、南アメリカの森にてホヴィト族の追跡を感じながらチャチャポヤンの遺跡へ向かうところから始まる。トラップを熟知し、それらをくぐりぬけ、黄金の偶像を手に入れるが、遺跡を出るとインディのライバルであるフランス人の考古学者ルネ・ベロックが待ち構えていた。彼により像を奪われた上、更にホヴィト族から追跡されるも、なんとか水上機で逃げ出す。
後日、アメリカ陸軍情報部よりインディの下にナチス・ドイツがエジプト・カイロ近郊のタニスの遺跡を発見して聖櫃（アーク）の発掘に着手したという情報が舞い込む。また情報部が傍受したドイツ軍の電報によれば、聖櫃の在り処を示す重大な手がかりである「ラーの杖飾り」は、インディの恩師であるアブナー・レイヴンウッド教授の手にあるという。何としてでもナチスより先に聖櫃を手に入れろとの依頼を受け、インディは聖櫃の争奪戦に臨む。その頃べロックは、ドイツ国防軍聖櫃発掘部隊の指揮官であるヘルマン・ディートリッヒ大佐と共に、タニスの発掘現場へと送り込まれていた。
インディはアブナーの日記を手がかりに、一路ネパール・ヒマラヤ山脈奥地の寒村へと向かう。彼の娘であり、かつてインディの恋人でもあったマリオンが営む酒場を訪れるが、既にアブナーは死亡していた。マリオンも今やインディに協力的ではなく、また明日来るようにと言って彼を追い返すが、直後にインディを尾行していたゲシュタポのエージェント・トートらが酒場に現れ、マリオンに杖飾りを渡すように強要する。トートはマリオンの目を火かき棒で焼き潰そうとするも、間一髪でインディが現れてこれを阻止。炎に包まれた酒場での銃撃戦の中、トートは炎に炙られていた杖飾りを見つけて拾い上げるものの、手のひらに火傷を負い、あまりの苦痛に杖飾りを手放して店を飛び出してしまう。結局、店は焼け落ちて、杖飾りを取り戻したマリオンはインディと共にエジプトへと向かうのであった。
カイロに到着したインディは、友人の発掘王サラーを頼りに、タニス発掘の情報を集める。しかし、ディートリッヒの部下から襲撃を受け、マリオンがトラックの爆発に巻き込まれてしまう。その上、既にドイツ軍が杖飾りのコピーを入手していることを知る。実はディートリッヒらに合流したトートの火傷痕から複製されたのだが、杖飾りは両面そろって初めて正しい発掘場所を示す為、片面しか得ていないドイツ軍は未だに聖櫃が隠された「魂の井戸」の特定には至っていなかった。
次の日、インディとサラーはエジプト人採掘者に紛れて遺跡の発掘現場へと潜入し、本物の杖飾りを用いて魂の井戸の場所を突き止め、さらに生きたまま捕えられているマリオンを発見する。そして密かに発掘を行い、ついに魂の井戸と聖櫃を発見するも、明け方になってベロックらに現場を見つかってしまう。インディは聖櫃を奪われた上、マリオンと共に魂の井戸に閉じ込められてしまう。
魂の井戸からインディとマリオンは脱出しし、辿り着いた先の飛行場で、聖櫃を輸送機に載せてベルリンへ空輸する準備に取り掛かっているところを目撃し、輸送機に紛れ込もうとするが、整備士に見つかり乱闘になる。マリオンはパイロットを気絶させるが、輸送機に閉じ込められてしまい、さらに輸送機が動き出し、その場で回り始めてしまう。インディが屈強な整備士と争っている所にドイツ軍の援軍がやって来て、マリオンが輸送機の機銃で応戦するが、その際燃料の保管場所にも命中して爆発、さらに輸送機の翼に当たって給油車から漏れたガソリンに引火してしまう。激闘の末、インディと格闘した整備士は輸送機のプロペラに引き裂かれ、インディは輸送機の扉を銃撃してマリオンを救出し輸送機が爆発する前に脱出、タニスから聖櫃の空輸を阻止することに成功する。
ベロックらは計画を変更し、カイロから聖櫃を空輸することに変更し、テントに隠れていたインディとマリオンを発見したサラーは、それをインディに伝える。ベロックらは聖櫃を積んだトラックと共にカイロへと向かうが、馬で追跡してきたインディはトラックごと奪い、カイロでサラーの用意したガレージに身を隠す。インディとマリオンは聖櫃と共にイギリス行き貨物船「バンツー・ウィンド号」に乗り込みエジプトを脱出した。しかし翌朝にはUボートが現れ、ディートリッヒ率いるドイツ兵の臨検を受けて再び聖櫃は奪還され、マリオンも捕えられてしまう。一方のインディは、船長が「海に始末した」と偽ってドイツの目を欺いてくれた隙に、Uボートの外側に何とかしがみ付いていた。
聖櫃を積んだUボートはギリシャ・クレタ島の秘密基地に到着し、陸に上がったインディは警備兵の制服を奪う。ベロックが儀式の再現を提案すると、当初ディートリッヒはユダヤの儀式だとして反対したものの、空の箱を総統に届ける訳にはいかず、事前確認が必要だと説得され、渋々ながらこれを認める。儀式を行うべく聖櫃を運搬している最中、再びインディは襲撃をしかける。ロケットランチャーを手にしたインディは、マリオンを返さなければ聖櫃を破壊すると脅迫するものの、考古学を愛するインディが聖櫃を攻撃できるはずがないと踏んだベロックは、交渉を拒否。彼の読み通り聖櫃を破壊できず、攻撃を断念して捕えられたインディはマリオンと共に柱に縛り付けられ、彼らの目前でついに儀式が開始された。
ところが、ベロックが聖櫃のフタを開くと、中には砂が入っているばかりであった。ディートリッヒは激怒し、トートは嘲笑したが、直後に発電機や電球が突然破損し、聖櫃の中で光が発すると精霊が飛び出してドイツ兵たちの間を飛び回る。異変を察したインディはすぐさまマリオンに目を閉じるように言って自らも目を閉じる。やがて美しい精霊は恐ろしい姿に豹変し、聖櫃から飛び出した雷撃がドイツ兵たちを串刺にした。そして、聖櫃から上がる炎でディートリッヒは干からび、トートはドロドロに溶け、べロックの頭は破裂した。天まで届いた聖櫃からの炎が収まり、インディとマリオンがようやく目を開けると、もはや人の気配はなく、再びフタの閉じられた聖櫃だけが残されていた。
その後、インディはワシントンD.C.にて陸軍情報部への報告を終えるが、担当者たちが聖櫃の真価を理解しなかったことに失望を憶える。そんなインディを慰めるため、マリオンは共に街へと向かう。そして聖櫃は、極秘・開封禁止の焼き印を押された木箱の中に鍵をかけた上で厳重に封印され、無数の木箱が山積みにされた「安全な場所」、すなわち政府機関の秘密の地下倉庫奥深くに隠されるのであった。

## 登場人物
インディアナ・ジョーンズ（Indiana Jones）
演 - ハリソン・フォード
主人公。愛称は「インディ」。有名な考古学者にして冒険家。生まれつき蛇が大嫌い（本作時点での設定。後に『インディ・ジョーンズ/最後の聖戦』にてその理由が判明する）。美術品は美術館に収められるべきというポリシーを持つ。
マリオン・レイヴンウッド（Marion Ravenwood）
演 - カレン・アレン
インディの恩師であり、かつてシカゴ大学で教鞭を執っていたアブナー・レイヴンウッド教授の娘。またインディのかつての恋人でもあった。ネパールで酒場を営んでいるが焼かれてしまう。アークを見つける鍵となる「ラーの杖飾り」を父から譲り受けており、インディと共にエジプトへ向かう事となる。酒に極めて強い。『インディ・ジョーンズ/クリスタル・スカルの王国』でも事実上のヒロインとして再登場する。
サラー（Sallah Mohammed Faisel el-Kahir）
演 - ジョン・リス＝デイヴィス
インディの友人で、エジプトの発掘屋。ディートリッヒ率いるドイツ国防軍聖櫃発掘部隊によって発掘作業に徴用されているが、インディに採掘に関する情報を与えるなど、その活動を支援する。
ファヤー（Fayah）という妻がおり、9人の子供を授かっている。家族は劇中にも登場している。
マーカス・ブロディ（Marcus Brody）
演 - デンホルム・エリオット
インディの務める大学の副学部長で、友人であり上司でもある。
ルネ・ベロック（René Emile Belloq）
演 - ポール・フリーマン
フランスの考古学者で、インディのライバル。インディとは違って狡猾な現実主義者で、インディが苦労して手に入れた宝を横から奪っていく、ハイエナのような男でもある。
聖櫃を求めナチスと組んではいるものの、内心では考古学に無知なディートリッヒやトートを軽蔑しており、同じ理由からアドルフ・ヒトラーも見下している。マリオンに好意を抱いており、しばしばディートリッヒやトートの手から彼女を遠ざけようとする。
アーノルド・エルンスト・トート（Arnold Ernst Toht）
演 - ロナルド・レイシー
ゲシュタポのエージェント。常に黒いレインコート姿で薄笑いを浮かべており、手荒な拷問を得意とする。ナチスの古参党員らしく、襟には黄金ナチ党員バッジがある。
ラーの杖飾りを手に入れるべく、マリオンの酒場に現われるが、火事の火によって高温になった杖飾りをつかんだため右掌に火傷を負い、紋章の跡が刻まれる。
ヘルマン・ディートリッヒ（Herman Dietrich）
演 - ヴォルフ・カーラー
ナチス・ドイツ聖櫃捜索隊の司令官。所属・階級はドイツ国防軍大佐。ベロックと手を結び、卑怯な手段も使う。
ベロックとは対照的で、考古学には一切の興味も敬意もなく、ユダヤ教の信仰である聖櫃に対しては嫌悪感すら抱いているなど、ヒトラーからの任務を完遂する事が関心事の全てである。
小説版では親衛隊将校アイデル（映画では未登場）の横暴な態度や大物ぶる姿勢を指して「黒い制服に身を包んだ道化」と評するなど、ヒトラーに忠誠を誓いながらも、親衛隊や党の上層部を嫌悪する描写がある。
サティポ
演 - アルフレッド・モリーナ
現地人でインディと一緒にチャチャポーヤの遺跡に入った男。インディを裏切り、黄金の偶像を持ち去って脱出しようとするが罠にかかり、串刺しとなり死亡する。

## キャスト
| 役名                     | 俳優                     | 日本語吹き替え    | 日本語吹き替え                 | 日本語吹き替え      |
| 役名                     | 俳優                     | 日本テレビ版      | ソフト版1                      | ソフト版2           |
| ------------------------ | ------------------------ | ----------------- | ------------------------------ | ------------------- |
| インディ・ジョーンズ     | ハリソン・フォード       | 村井国夫          | 村井国夫                       | 内田直哉            |
| マリオン・レイヴンウッド | カレン・アレン           | 戸田恵子          | 土井美加                       | 土井美加            |
| ルネ・ベロック           | ポール・フリーマン       | 田口計            | 石田太郎                       | 石田圭祐            |
| トート                   | ロナルド・レイシー       | 内海賢二          | 樋浦勉                         | 横島亘              |
| サラー                   | ジョン・リス＝デイヴィス | 小林修            | 小林修                         | 遠藤純一            |
| ヘルマン・ディートリッヒ | ヴォルフ・カーラー       | 阪脩              | 千田光男                       | 高越昭紀            |
| マーカス・ブロディ       | デンホルム・エリオット   | 宮川洋一          | 中村正                         | 有本欽隆            |
| イートン                 | ウィリアム・フットキンス | 今西正男          | 池田勝                         | 島香裕              |
| マスグローブ             | ドン・フェローズ         | 北村弘一          | 嶋俊介                         | をはり万造          |
| サティポ                 | アルフレッド・モリーナ   | 野島昭生          | 秋元羊介                       | 河野裕              |
| バランカ                 | ビック・タブリアン       | 平林尚三          | 千田光男                       | 白熊寛嗣            |
| サイモン・カタンガ船長   | ジョージ・ハリス         | 天地麦人          | 大塚明夫                       | 下山吉光            |
| ゴブラー                 | アンソニー・ヒギンズ     | 藤城裕士          | 津田英三                       | 樋渡宏嗣            |
| イラム                   | トゥッテ・レムコフ       | 千葉順二          | 丸山詠二                       | 白熊寛嗣            |
| ファヤー                 | スアド・メソウディ       | 巴菁子            | 竹口安芸子                     | 中嶋佳葉            |
| 大男                     | パット・ローチ           | 島香裕            | 島香裕                         | 斉藤次郎            |
| ジョック                 | フレッド・ソレンソン     | 小島敏彦          |                                |                     |
| パーサー                 | 不明                     | 小島敏彦          | 田原アルノ                     | 井上悟              |
| アラブ人剣士             | テリー・リチャーズ       | 堀内賢雄          |                                |                     |
| 整備士                   | グレン・ランドール・Jr   | 広瀬正志          | 原語流用                       | 原語流用            |
| 子供たち                 | N/A                      | グループこまどり  | 佐藤ユリ 大谷育江 佐々木みち代 | 長谷瞳 真堂圭       |
| 役不明 その他            | N/A                      | 堀越真己 大門夏子 | 幹本雄之 森一                  | 田村健亮 松田健一郎 |

- 日本テレビ版：初回放送1985年10月4日『金曜ロードショー』21:02-23:24 ※本編ノーカット。音声仕様はモノラル。
  - 『金曜ロードショー』第一回放送作品である[5]。
  - シリーズの出自に相応しく、演出に佐藤敏夫、翻訳に木原たけしと「007シリーズ」を手掛けたスタッフが参加[6]。MとQ役を務めた声優を情報部員役に配して作られ、佐藤と木原は続二作の日本テレビ版吹き替えにも引き続き起用された。
  - 村井国夫がハリソン・フォードを吹き替えた最初の作品であり[注釈 3]、本作品以降の日本テレビ制作のハリソンの吹き替えは村井に定着した。
  - 一時、初回放送時のノーカット版マスターテープは権利元が紛失していたものの[注釈 4][9]、2017年に制作会社の倉庫から発見され、同年12月7日にシネフィルWOWOWにて久々のノーカット放送が実現した[6]。
  - 『インディ・ジョーンズと運命のダイヤル』でのマリオンの吹き替えは本作ソフト版や『インディ・ジョーンズ/クリスタル・スカルの王国』劇場公開版の土井美加ではなく日本テレビ版の戸田恵子が起用された。
- ソフト版1：1991年4月21日発売のVHSに初収録。音声仕様はステレオ。
  - 以降のメディア（DVD・BD）にも収録。BDにはソフト版2との区別のため「2.0ch音声版」表記で収録された[10]。ディズニープラス、Paramount+、WOWOWオンデマンドの配信にも使用。
- ソフト版2：2012年9月14日発売のBD「インディ・ジョーンズ コンプリート・アドベンチャーズ」に初収録。音声仕様は5.1chサラウンド。
  - 収録に先行し、2009年7月18日にWOWOW191chでのテレビ放送（16:00-18:00）で初公開された[11]。
  - BDにはソフト版1との区別のため「5.1ch音声版」表記で収録され[10]、以降のメディアにも収録。ディズニープラスとParamount+、WOWOWオンデマンドを除く各種配信にも使用。

## スタッフ
- 製作総指揮: ジョージ・ルーカス、ハワード・G・カザンジャン
- 製作: フランク・マーシャル
- 監督: スティーヴン・スピルバーグ
- 原案: ジョージ・ルーカス、フィリップ・カウフマン
- 脚本: ローレンス・カスダン
- 撮影: ダグラス・スローカム
- 編集: マイケル・カーン、ジョージ・ルーカス[注釈 5]
- 美術: ノーマン・レイノルズ
- 音楽: ジョン・ウィリアムズ
- VFX: ILM
- VFXスーパーバイザー: リチャード・エドランド
- 提供: パラマウント映画、ルーカスフィルム・リミテッド

### 日本語版
- 字幕: 戸田奈津子（劇場公開用）佐藤一公（ビデオ用）

| 吹き替え       | 日本テレビ版      | ソフト版1                | ソフト版2               |
| -------------- | ----------------- | ------------------------ | ----------------------- |
| 演出           | 佐藤敏夫          | 蕨南勝之                 | 福永莞爾                |
| 翻訳           | 木原たけし        | 木原たけし               | 木原たけし 山門珠美     |
| 調整           | 小野敦志          | 東北新社スタジオ         | 大浦伸浩 スタジオ・ユニ |
| 録音           |                   | 東北新社スタジオ         | 大浦伸浩 スタジオ・ユニ |
| 選曲           | 東上別府精        | N/A                      | N/A                     |
| 効果           | 遠藤堯雄 桜井俊哉 | N/A                      | N/A                     |
| 制作進行       | 永井秀甫          | 小柳剛 古川直正          | 梅原潤一 植田剛司       |
| プロデューサー | 大戸正彦          |                          |                         |
| 制作           | 東北新社          | 東北新社                 | 東北新社                |
| 制作           | 日本テレビ        | CICビクター パラマウント | パラマウント            |

## 地上波テレビ放送履歴
- 初放送は1985年。日本テレビ系列で現在も放送されている『金曜ロードショー』の第一回放送作品となった[5]。
- 備考欄に「〇」表記の場合は本編ノーカット放送。
- 視聴率はビデオリサーチ調べ。関東地区・世帯・リアルタイムでのデータ。

| 回数 | 放送日         | 放送時間                | 放送分数 | 放送局     | 番組枠             | 吹替         | 視聴率      | 備考       | 出典   |
| ---- | -------------- | ----------------------- | -------- | ---------- | ------------------ | ------------ | ----------- | ---------- | ------ |
| 1    | 1985年10月4日  | 21:02-23:24             | 142分    | 日本テレビ | 金曜ロードショー   | 日本テレビ版 | 18.0%       | 〇         |        |
| 2    | 1987年12月25日 | 21:02-23:21             | 139分    | 日本テレビ | 金曜ロードショー   | 日本テレビ版 | 17.0%       | 〇         |        |
| 3    | 1989年1月14日  | 21:02-22:54             | 112分    | フジテレビ | ゴールデン洋画劇場 | 日本テレビ版 |             |            |        |
| 4    | 1990年7月14日  | 21:02-22:54             | 112分    | フジテレビ | ゴールデン洋画劇場 | 日本テレビ版 |             |            |        |
| 5    | 1992年1月3日   | 21:00-23:22             | 142分    | 日本テレビ | 金曜ロードショー   | 日本テレビ版 | 14.3%       | 〇         |        |
| 6    | 1993年4月23日  | 21:00-23:22             | 142分    | 日本テレビ | 金曜ロードショー   | 日本テレビ版 | 13.6%       | 〇         |        |
| 7    | 1995年6月3日   | 21:02-22:54             | 112分    | フジテレビ | ゴールデン洋画劇場 | 日本テレビ版 |             |            |        |
| 8    | 1997年2月16日  | 21:02-22:54             | 112分    | テレビ朝日 | 日曜洋画劇場       | 日本テレビ版 | 17.0%       |            |        |
| 9    | 1999年9月24日  | 21:03-22:54             | 111分    | 日本テレビ | 金曜ロードショー   | 日本テレビ版 | 13.5%       |            | [ 12 ] |
| 10   | 2003年1月9日   | 21:02-22:54             | 112分    | テレビ東京 | 木曜洋画劇場       | 日本テレビ版 | 10.0%       |            | [ 13 ] |
| 11   | 2004年5月22日  | 21:00-21:19 22:14-23:49 | 169分    | フジテレビ | プレミアムステージ | 日本テレビ版 | 10.7% 10.4% | [ 注釈 9 ] |        |
| 12   | 2008年6月22日  | 21:30-23:24             | 114分    | テレビ朝日 | 日曜洋画劇場       | 日本テレビ版 | 16.7%       |            |        |
| 13   | 2017年10月28日 | 21:00-23:10             | 130分    | フジテレビ | 土曜プレミアム     | ソフト版2    | 9.0%        |            | [ 14 ] |
| 14   | 2021年11月18日 | 13:10-15:40             | 150分    | テレビ東京 | 午後のロードショー | 日本テレビ版 |             | 〇         | [ 15 ] |
| 15   | 2023年5月19日  | 21:00-23:19             | 139分    | 日本テレビ | 金曜ロードショー   | 日本テレビ版 | 6.9%        | 〇         | [ 16 ] |

## 4K/Blu-ray/DVD
パラマウント ジャパンより4K Ultra HD、Blu-ray Disc、DVDが発売。NBCユニバーサルが販売。
4K Ultra HD、Blu-rayは村井国夫版（2.0ch）、内田直哉版（5.1ch）ともに収録。
DVDは村井国夫版（2.0ch）のみ収録。
- 4K
  - インディ・ジョーンズ 4ムービーコレクション 40th アニバーサリー・エディション 4K Ultra HD + ブルーレイ　品番：PJXF-1470　発売日：2021年6月23日
  - インディ・ジョーンズ レイダース 失われたアーク《聖櫃》 4K Ultra HD+ブルーレイ　品番：PJXF-1565　発売日：2023年6月7日

- Blu-ray
  - インディ・ジョーンズ レイダース 失われたアーク《聖櫃》　品番：PBH-113779　発売日：2013年12月20日
  - インディ・ジョーンズ レイダース 失われたアーク《聖櫃》 スチールケース仕様(数量限定)　品番：PBXC-113779　発売日：2015年6月10日
  - インディ・ジョーンズ レイダース 失われたアーク《聖櫃》　品番：PJXF-1032　発売日：2016年7月22日
- DVD
  - インディ・ジョーンズ レイダース 失われたアーク《聖櫃》　品番：PPA-113779　発売日：2008年6月6日
  - インディ・ジョーンズ レイダース 失われたアーク《聖櫃》　品番：PJBF-1098　発売日：2016年7月22日

## 製作

### 企画
1973年、ジョージ・ルーカスは、自身がかつて楽しんだ20世紀初頭の連続活劇を現代風にアレンジしたB級映画を作りたいと考えた。
1975年、ルーカスは友人のフィリップ・カウフマンと共に構想を練り、実在の考古学者や冒険家をモデルにインディ・ジョーンズの大まかな人物設定を創造。また、この時にカウフマンは物語の礎となる契約の箱（聖櫃）キーアイテムとすることやナチスとの対立などの要素を提案した。ルーカスはカウフマンが監督することを望むが、カウフマンは既に『アウトロー』（1976年）の制作に取り組んでいたため、ルーカスは一旦企画を停止。『スター・ウォーズ』の制作・監督に専念した。
1977年5月、ルーカスは公開された『スター・ウォーズ』へ興行的失敗の可能性を感じたため、ハワイに逃避し休暇をとる。この時、スティーヴン・スピルバーグが『未知との遭遇』の撮影を終え同じハワイで休暇を取っていたことで彼と対面。「『007シリーズ』のような作品を監督したい」と言うスピルバーグに「それならこんな企画がある」とルーカスが明かしたのが、本作の企画であった。ハワイから帰った数ヵ月後、カウフマンがプロジェクトに参加できないと分かったことでルーカスは正式にスピルバーグに参加を依頼し、スピルバーグは監督を引き受けた。

### 脚本
ルーカスとスピルバーグは映画の部分的なアイデアは多く持っていたが、その間の物語のギャップを埋めるために脚本家のローレンス・カスダンを雇った。3人により、俳優のクリント・イーストウッドと三船敏郎、そしてジェームズ・ボンドを基にインディ・ジョーンズの基本的な人物設定が作られた。
スピルバーグが『1941』（1979年）を監督している間、カスダンは連続活劇を筆頭に『赤い河』（1948年）や『七人の侍』（1954年）などを参考にして脚本を執筆。1978年8月に第一稿を完成させた。その後、スピルバーグの「話は良いが長すぎる」との評価から、カスダンとルーカスは協力して改良を行った。ここで、トロッコの追跡や上海への旅、銃撃から身を守るためにゴングを使用するインディなど、後に続編の『魔宮の伝説』で使われることになるいくつかのアイデアがカットされた。さらにジョーンズとマリオンのラブストーリーの多くも削除されるなど縮めて、脚本は1979年12月までに完成した。

### 製作
ルーカスは、自身の運営するルーカスフィルムでの製作を決めたが資金不足が判明。資金提供を受けるため、複数の大手ハリウッドスタジオに本作の配給権を売り込んだ。だが、ルーカス側の提示した「スタジオは予算だけを提供し、作品内容には口を出さない」「作品のライセンスと続編製作の権限は持たない」という条件がネックとなり、全てのスタジオが契約を一旦拒否。また、スピルバーグが当時「参加すると必ず予算超過になる」と悪評高かったことも契約を躊躇させる一因となっていた。だが、脚本に魅力を感じたパラマウント映画のマイケル・アイズナー社長がルーカスと妥協案も含めて話し合い、その結果「続編製作時の製作・配給独占権」「スケジュールや予算を超えた場合の厳しい罰則」と引き換えにルーカスの契約に同意した。パラマウントから、ルーカスは100万ドル～400万ドルを、スピルバーグは最大150万ドルと総利益の一部を受け取ったという。
プロデューサーには、小規模作品のプロデュース経験を持ち「スケジュールと予算を遵守する」とスピルバーグから信頼されていたフランク・マーシャルが雇われた。スピルバーグは、撮影監督のダグラス・スローカムとプロダクション・デザイナーのノーマン・レイノルズを雇った。ルーカスは、第二班のディレクターと映画の製作総指揮に就任。ルーカスは、知人のハワード・G・カザンジャンをもう一人の製作総指揮者として起用し、長年の協力者であるロバート・ワッツをアソシエイト・プロデューサー兼プロダクション・マネージャーとして連れてきた。
パラマウントは、撮影スケジュールを85日間と義務付けたが、スピルバーグの「もう予算やスケジュールの超過で批判されることは避けたい」との決意から、ルーカス、スピルバーグ、マーシャルは自主的に「撮影は73日間で抑える」と決めた。スピルバーグは予算を低く抑えるためにより速いペースで作業し、ルーカスとはそれぞれ別の作業に取り組んだ。また、あらかじめ脚本の80%以上を絵コンテで描き起こしてもらい、これによりスピルバーグはシーンを事前に視覚化し、撮影にかかる時間を想定しながら製作することが可能となった。

### キャスティング
インディ役に関して、ルーカスは本作が成功すればシリーズ三部作にすることを構想していたこともあり、役と作品に対して全力を捧げることをいとわない、比較的無名の俳優を希望した。ジェフ・ブリッジスなど多くの候補者が挙がる中、当初はルーカスの妻であるマーシア・ルーカスが好んだことを理由にトム・セレックがオファーされたが、セレックは当時出演していたテレビシリーズ『私立探偵マグナム』に関する契約上の問題からこの役を断ってしまう。その後、スピルバーグはルーカスが監督した『スター・ウォーズ/帝国の逆襲』でハン・ソロ役として出演していたハリソン・フォードを見て「役にぴったりだ」と彼をインディ役に推薦。ルーカスは「私が彼に依存しているように見える」と反対したが、撮影開始まであと3週間に迫ったことで折れ、フォードに出演を依頼。フォードは、スピルバーグの熱意から「組めば楽しい仕事になる」と感じたことでそのオファーを快諾した。
ヒロインのマリオン役に、当初スピルバーグはデブラ・ウィンガーを望んだが、彼女は興味を示さなかったためこれを断った。また、スピルバーグは当時交際していたエイミー・アーヴィングにもマリオン役を打診している。スピルバーグは最終的に、オーディション中のプロ意識に感銘を受けたことでカレン・アレンを抜擢した。
ベロック役は、インディと対照的な洗練された俳優が探され、スピルバーグを魅了した鋭い目を持つポール・フリーマンとなった。サラー役はダニー・デヴィートにオファーされたが、スケジュールの問題と、彼のマネージャーが法外なギャラを望んだため参加できず、『将軍 SHŌGUN』での好演によりジョン・リス＝デイヴィスが演じることになった。なお、サラー役のオーディションにはケヴォルク・マリキャンが参加したが、交通渋滞による遅刻が原因で不合格となり、彼は後に『最後の聖戦』でカジム役を演じた。
ゲシュタポのトート役は、最初にクラウス・キンスキーへオファーされた。だが「スピルバーグと仕事がしたい気持ちと同じくらい、脚本の稚拙さを感じた」との理由で同時期製作の映画『恐るべき訪問者 (別題: ヴェノム/イートン街の殺人)』への出演を選ぶ。そして、スピルバーグが「故ピーター・ローレを彷彿とさせる」と感じたロナルド・レイシーが起用された。

### 撮影

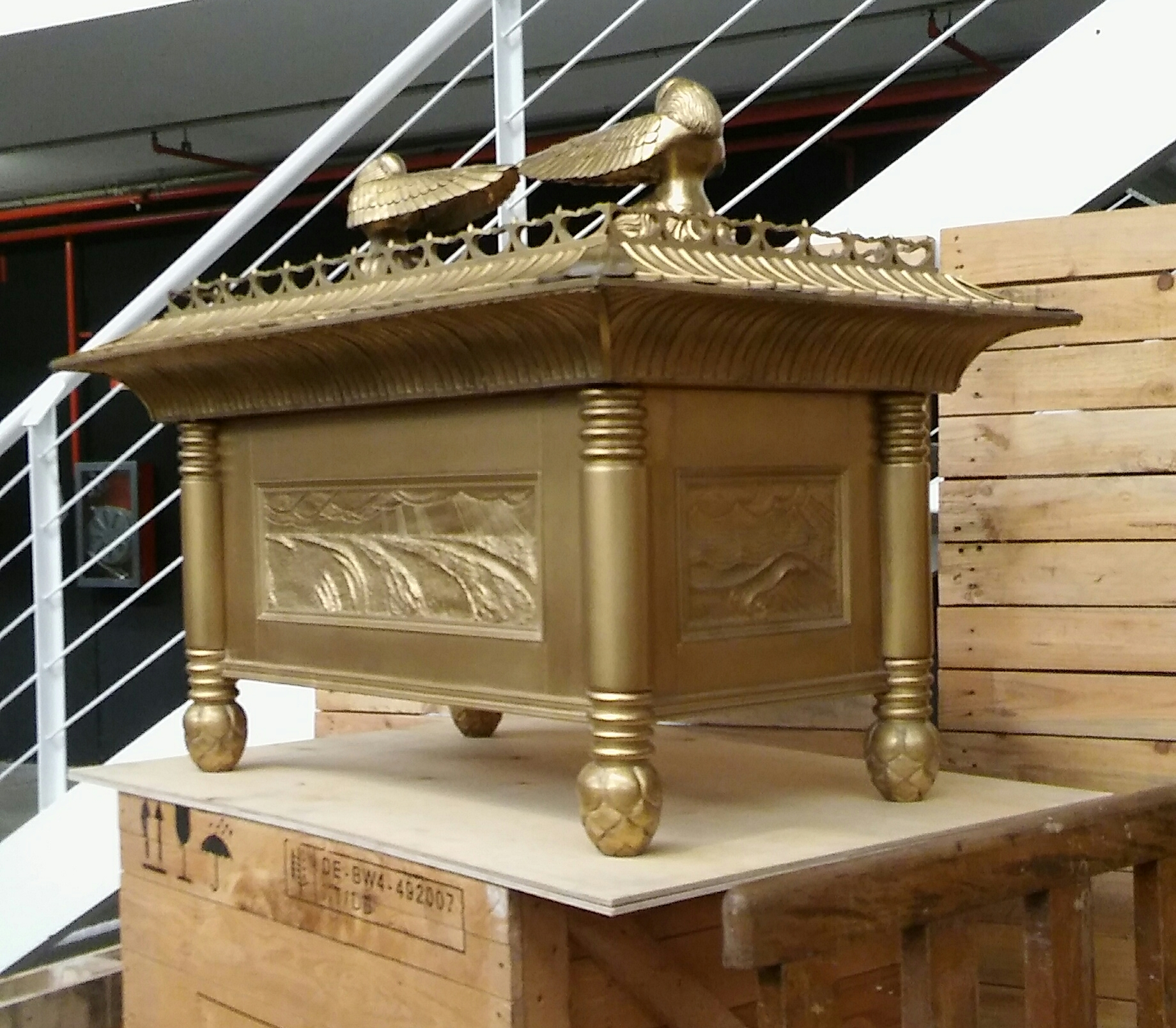
聖櫃のレプリカ（2016年）

1980年6月、約2,000万ドルの製作費で撮影が開始。契約によるタイトなスケジュールを維持するため様々な工夫が行われた。
撮影前の絵コンテから第2班に任せる場面（トラックの追跡）を選定。撮影スタジオは、『スター・ウォーズ』のスタッフが揃っていたことや低コストで済むという理由からイギリスのエルストリー・スタジオのセットで行った。ロケ撮影は、主にフランスのラ・ロシェル、チュニジア、ハワイなどで行われた。
セットやロケ地のミニチュアを作成し撮影方法や機材を検討するなど入念に準備し、4回以上テイクを重ねず1日平均40シーンも撮影するというハイペースを維持した。
作中に登場するドイツ潜水艦Uボートは、ドイツ映画『U・ボート』の撮影に使われたものを借用した。また、基地も『U・ボート』と同じくフランスのラ・ロシェルに現存する実物でロケを行っている。
1981年9月に撮影は終了。予定通り73日間で終え、パラマウントと決めた撮影予定を12日節約した。

### エピソード
インディの名前は、当初スティーヴ・マックイーン主演の映画『ネバダ・スミス』に因んだ「インディアナ・スミス」になる予定だったが、スピルバーグの「平凡過ぎる」という意見から「ジョーンズ」に変更。また「インディアナ」はルーカスの愛犬の名前でもあり、シリーズ第3作でこのエピソードが活用された。
費用削減のため、映画『失われた地平線』（1973年）と『ヒンデンブルグ』（1975年）から一部の場面を流用している。スピルバーグは、このことに関して後に「費用対効果が高かった。目の鋭い視聴者だけがこれに気付くだろう」と語っている。
物語冒頭の遺跡の冒険は、漫画家のカール・バークスが描いたコミック『スクルージおじさん』を基にしている。バークスはディズニー専属の漫画家として知られ、ドナルドダックのコミックを多く執筆。スクルージ・マクダックの生みの親でもあることから「グッド・ダック・アーティスト」として有名で、スピルバーグとルーカスは彼を尊敬していた。
チュニジアでの野外ロケ中、撮影スタッフの大半が現地の食事のため食中毒（細菌性赤痢）を患う事態が発生した。アラブ人剣士役として参加したテリー・リチャーズは、インディとの決闘シーンのため数週間に渡り三日月刀を用いた訓練を行っていたが、撮影開始直後にフォードも赤痢による体調不良をおこしたため撮影がストップ。スケジュールも遅れる可能性が高くなった為、休憩中の相談で内容が変更され「登場直後に拳銃で射殺される」というユーモラスな役回りになってしまった。しかし、結果としてこの場面は「ハリウッド映画史の中でも印象的な場面」と評されるなど本作屈指の名シーンとなり、後にリチャーズ演じる剣士はレゴブロックで商品化されるほどの知名度を得る事になった。また、この場面は『魔宮の伝説』でもインディと二人組のインド人剣士との対決場面としてセルフパロディが行われ、本作で行う予定だった「三日月刀と鞭の対決」が実現する事となった
転がる岩の効果音は、サウンドデザイナーのベン・バートが実際に岩を転がしても納得のいく音が録音されず、最終的に砂利の丘を下るホンダ・シビックのタイヤの音が採用されている。また、聖櫃の蓋が開く音は、トイレのタンクを開く音が使われた。
ベロック、ディートリッヒ、トートが死亡する場面は、特殊メイクアーティストのクリス・ウェイラスが担当し、それぞれの俳優から顔の型をとったものを用いて撮影した。ディートリッヒが顔が瞬時にミイラ化し死亡した場面は、型を風船にしたものの空気を一気に抜くことで撮影し、トートの溶ける顔はゼラチンで作成した顔をガスファンヒーターでゆっくり溶かしながら撮影し、その再生速度を上げたものが使われた。ベロックの顔が爆発する場面は、型から作成した石膏の彫刻内部に血や肉片に見える色々なものを詰め込み、それを2つのショットガンで破壊する様子を撮影したものを使用。なお、公開前にこの場面により年齢制限が設けられそうになったため、急遽ベロックの顔の前に炎をダビングし、見えにくくする演出が施された。なお、ウェイラスは本作公開の前に参加した『スキャナーズ』でも同様の頭部破壊シーンを制作し、大きな話題を呼んだ。

## 評価
ナショナル・ボード・オブ・レビューでは、本作を「インスタント・クラシック」と名付け、これまでに作られた最もユーモラスでスタイリッシュなアメリカ映画の1つと評した。また、古い連続活劇を現代の観客にとって、最も完璧な形に洗練して見せたと説明し「息をのむような信じられないほどの」冒険と呼んでおり、この映画が娯楽作品というジャンルで唯一の成功をおさめ、スターウォーズ、ジェームズボンド映画、スーパーマンの流れを汲む冒険叙事詩を作成したと結論付けている。
バラエティ誌のスティーブン・クレインは「爽快な現実逃避の娯楽」と呼び、映画がアクション、コメディ、サスペンスと神秘的な神話とのバランスをうまくとっていると評した。
水野晴郎は本作を「息をつかせぬ面白さ」と評している。また、カーチェイスの場面に『駅馬車』（1939年）の類似点があることや、公開直前行ったインタビューでルーカスが「映画を作る前に『隠し砦の三悪人』（1958年）を見なおした」と語っていたことを挙げ、「映画史上に有名な、面白い映画のエッセンスが全部込められているわけです」と述べている。
一方、アラブ系の人種を粗野で野蛮に描いていると、公開当時に鑑賞していた映像作家のウサマ・アルシャビが指摘している。
スピルバーグは自身は、後に「シリーズの中で最も完璧な映画が当作だと考えている」と語った。

### 影響
本作は公開後に大衆文化にも永続的な影響を与え、”現代映画の試金石”となったと考えられている。
公開後、考古学を学ぶ若者が増加しており、現代の考古学者には「この映画がその道へすすむきっかけだった」と語る人物が多い。ジョン・リス＝デイヴィスは、これまでに出会った150人以上の講師、教授、考古学者が「この分野への関心はこの映画から始まった」と語ったことを明かしている。
ルーカスの協力者で著名なゲイリー・カーツは本作について、ルーカスが「観客は物語より『ジェットコースターに乗ること』に関心がある、と確信するようになった作品」とし、以降のルーカス作品は、脚本よりアクションを重要視するようになったという。

### 受賞・ノミネート
| 賞                     | 部門                   | 対象                                                                              | 結果       | 出典   |
| ---------------------- | ---------------------- | --------------------------------------------------------------------------------- | ---------- | ------ |
| アカデミー賞           | 美術賞                 | ノーマン・レイノルズ レスリー・ディリー マイケル・フォード                        | 受賞       | [ 41 ] |
| アカデミー賞           | 視覚効果賞             | リチャード・エドランド キット・ウェスト ブルース・ニコルソン ジョー・ジョンストン | 受賞       | [ 41 ] |
| アカデミー賞           | 音響編集賞             | ビル・ヴァーニー スティーヴ・マスロウ グレッグ・ランデイカー ロイ・チャーマン     | 受賞       | [ 41 ] |
| アカデミー賞           | 編集賞                 | マイケル・カーン                                                                  | 受賞       | [ 41 ] |
| アカデミー賞           | 特別業績賞             | ベン・バート リチャード・L・アンダーソン                                          | 受賞       | [ 41 ] |
| アカデミー賞           | 作品賞                 | N/A                                                                               | ノミネート | [ 41 ] |
| アカデミー賞           | 監督賞                 | スティーブン・スピルバーグ                                                        | ノミネート | [ 41 ] |
| アカデミー賞           | 撮影賞                 | ダグラス・スローカム                                                              | ノミネート | [ 41 ] |
| アカデミー賞           | 作曲賞                 | ジョン・ウィリアムズ                                                              | ノミネート | [ 41 ] |
| サターン賞             | ファンタジー映画賞     | N/A                                                                               | 受賞       | [ 42 ] |
| サターン賞             | 監督賞                 | スティーブン・スピルバーグ                                                        | 受賞       | [ 42 ] |
| サターン賞             | 主演男優賞             | ハリソン・フォード                                                                | 受賞       | [ 42 ] |
| サターン賞             | 主演女優賞             | カレン・アレン                                                                    | 受賞       | [ 42 ] |
| サターン賞             | 脚本賞                 | ローレンス・カスダン                                                              | 受賞       | [ 42 ] |
| サターン賞             | 音楽賞                 | ジョン・ウィリアムズ                                                              | 受賞       | [ 42 ] |
| サターン賞             | 特殊効果賞             | N/A                                                                               | 受賞       | [ 42 ] |
| ゴールデングローブ賞   | 監督賞                 | スティーブン・スピルバーグ                                                        | ノミネート | [ 43 ] |
| キネマ旬報ベスト・テン | 読者選出外国映画監督賞 | N/A                                                                               | N/A        | [ 44 ] |

## その他
トートは、ドイツ語の「死」に聞こえる名前の通り、恐怖感を煽る重要な登場人物であるが、セリフは映画全篇で13行しか与えられていない。
プロデューサーのフランク・マーシャルがパイロット役として出演している。
Uボートに泳ぎ着いたインディは、潜望鏡にしがみついて海を渡ったという設定で、実際にそのシーンが撮影されたが、本編ではカットされている
本作で撮影後にカットされたシーンの一つに、「インディとマリオンを魂の井戸へ幽閉後、ドイツ軍はサラーの処刑を決定。それを下っ端の若いドイツ兵に任せるが、その兵はサラーを殺すことに苦悩する」というものがあった。このドイツ兵役には、当時ロケ地のチュニジアで偶然休暇を過ごしていたドイツ出身の一般人がスカウトされた。この若者は演技経験が皆無にもかかわらず、無害な見知らぬ人を殺すかどうかの決定を迫られた若い兵士の道徳的ジレンマを見事に表現。言葉では表せない名演に、カレン・アレンは「映画の撮影が始まって以来最高の瞬間だった」と評し、スピルバーグも「そのシーンは素晴らしかったし、記憶に残るものだった」と思ったが、長すぎたことでカットされたという。